# Mahara
Mahara é uma aplicação web de portfólio eletrônico e rede social de código aberto criada pelo governo da Nova Zelândia. Ele oferece ferramentas aos seus usuários para criar e manter um portifólio digital de seu aprendizado e recursos de rede social para permitir a interação.
O sistema de gerenciamento de conteúdo do Mahara fornece blogs, um construtor de currículo, um gerenciador de arquivos e um criador de visualização - uma ferramenta para ajudar a organizar o conteúdo pessoal de uma maneira particular.
O Mahara também apresenta recursos de interoperabilidade com o Moodle.
O Mahara suporta a especificação Leap2A para importar e exportar dados, permitindo a um usuário levar seu conteúdo consigo de uma instalação do Mahara e importá-la em outra. Também há interoperabiidade parcial entre o Mahara e outros sistemas que suportam o padrão Leap2A.
O nome "Mahara" é derivado da palavra maori que significa pensamento.